# 鐵西區 (電影)
《鐵西區》是王兵導演的紀錄電影，由《工厂》、《艳粉街》和《铁路》三部分独立的影片构成。

## 介紹
第一部分：工厂
該部分長約4小時。描述了1999年到2001年中国重工业基地沈阳一家大型工厂，工人被生活壓迫的衰敗景象，关心的只是“公家”可以给多少抚恤金。
第二部分：艳粉街
該部分長約176分钟。描述了1999年到2001年艳粉街人們的生活。
第三部分：铁路
該部分長約135分钟。主要片段是大段的火车穿越铁西区的空镜。

## 獲獎
第二屆墨西哥城國際現代影展最佳紀錄片。
2003年法國馬賽紀錄片影展最佳紀錄片。
2003年日本山形國際紀錄片影展羅伯與法蘭西斯·佛萊厄提獎。
2003年法國南特三大洲影展最佳紀錄片。